# Samári
Samári är en ort i Grekland.   Den ligger i prefekturen Nomós Péllis och regionen Mellersta Makedonien, i den norra delen av landet, 300 km norr om huvudstaden Aten. Samári ligger 285 meter över havet och antalet invånare är 117.
Terrängen runt Samári är kuperad åt nordväst, men åt sydost är den platt. Runt Samári är det ganska tätbefolkat, med 124 invånare per kvadratkilometer. Närmaste större samhälle är Édessa, 4,3 km väster om Samári. Trakten runt Samári består till största delen av jordbruksmark.